# Cyathea ebenina
Cyathea ebenina är en ormbunkeart som beskrevs av Karst. Cyathea ebenina ingår i släktet Cyathea och familjen Cyatheaceae. Inga underarter finns listade.